# 23410 Вікузнєцов
23410 Вікузнєцов (23410 Vikuznetsov) — астероїд головного поясу, відкритий 31 серпня 1978 року.
Тіссеранів параметр щодо Юпітера — 3,572.